# Hermonassa modesta
Hermonassa modesta är en fjärilsart som beskrevs av Otto Staudinger 1895. Hermonassa modesta ingår i släktet Hermonassa och familjen nattflyn. Inga underarter finns listade i Catalogue of Life.